# 2014-es labdarúgó-világbajnokság-selejtező (CONCACAF – 1. forduló)
A 2014-es labdarúgó-világbajnokság észak-amerikai selejtezőjének 1. fordulójának mérkőzéseit tartalmazó lapja.

## Lebonyolítás
Az első fordulóban a 10 legalacsonyabban rangsorolt válogatott vett részt. 5 párosítást sorsoltak, a csapatok oda-visszavágós rendszerben mérkőztek meg. A párosítások győztesei jutottak tovább a második fordulóba.

## Párosítások
A csapatokat nem osztották kalapokba, hanem 5 párosítást sorsoltak. A sorsolást 2011. április 26-án tartották.
| 1. csapat                 | Össz.Tooltip Aggregate score | 2. csapat             | 1. mérk. | 2. mérk.   |
| ------------------------- | ---------------------------- | --------------------- | -------- | ---------- |
| Montserrat                | 3–8                          | Belize                | 2–5      | 1–3        |
| Anguilla                  | 0–6                          | Dominikai Köztársaság | 0–2      | 0–4        |
| Amerikai Virgin-szigetek  | 4–1                          | Brit Virgin-szigetek  | 2–0      | 2–1        |
| Aruba                     | 6–6 (t. 4–5)                 | Saint Lucia           | 4–2      | 2–4 (h.u.) |
| Turks- és Caicos-szigetek | 0–10                         | Bahama-szigetek       | 0–4      | 0–6        |

1. ↑  A pályaválasztói jogot a sorsoláshoz képest felcserélték.

## Mérkőzések
| 2011. június 15. 18:00 (UTC–4) |

| Montserrat      | 2–5               | Belize                                     |
| --------------- | ----------------- | ------------------------------------------ |
| Hodgson 44' 86' | (1–1) Jegyzőkönyv | McCaulay 24' 74' 83' Róches 50' Kuylen 53' |

| Ato Boldon Stadion, Couva, (Trinidad és Tobago) Játékvezető: Brian Willett (Antigua és Barbuda-i) |

- Montserraton nincs olyan létesítmény, amely megfelelne a nemzetközi előírásoknak, ezért a hazai mérkőzésüket Trinidad és Tobagóban játszották.

| 2011. július 17. 16:00 (UTC–6) |

| Belize                              | 3–1               | Montserrat  |
| ----------------------------------- | ----------------- | ----------- |
| Jiménez 24' McCaulay 61' Méndez 63' | (1–0) Jegyzőkönyv | Hodgson 59' |

| Estadio Olímpico Metropolitano, San Pedro Sula (Honduras) Játékvezető: Oscar Reyna (guatemalai) |

- A mérkőzést eredetileg 2011. június 19-én játszották volna, de Belize tagságát a FIFA felfüggesztette kormányzati beavatkozás miatt. A FIFA július 10-éig adott haladékot a kormányzatnak, hogy változtasson az álláspontján.[1][2] A FIFA 2011. július 7-én visszavonta a felfüggesztést, a mérkőzést 2011. július 17-én kellett lejátszani, Belizén kívül.[3]
- 8–3-as összesítéssel Belize jutott tovább a második fordulóba.

| 2011. július 8. 15:30 (UTC–4) |

| Anguilla | 0–2   | Dominikai Köztársaság     |
| -------- | ----- | ------------------------- |
|          | (0–2) | Peralta 8' Fana Frias 42' |

| Estadio Panamericano, San Cristóbal, (Dominikai Köztársaság) Játékvezető: Neal Brizan (trinidad és tobagó-i) |

- Anguillán nincs olyan létesítmény, amely megfelelne a nemzetközi előírásoknak, ezért a hazai mérkőzésüket Trinidad és Tobagóban játszották.

| 2011. július 10. 15:30 (UTC–4) |

| Dominikai Köztársaság                      | 4–0               | Anguilla |
| ------------------------------------------ | ----------------- | -------- |
| Navarro 18' 42' Sánchez 25' Faña Frias 56' | (3–0) Jegyzőkönyv |          |

| Estadio Panamericano, San Cristóbal Játékvezető: Marcos Brea (kubai) |

- 6–0-s összesítéssel a Dominikai Köztársaság jutott tovább a második fordulóba.

| 2011. július 3. 17:00 (UTC–4) |

| Amerikai Virgin-szigetek | 2–0               | Brit Virgin-szigetek |
| ------------------------ | ----------------- | -------------------- |
| Lesmond 6' Klopp 52'     | (1–0) Jegyzőkönyv |                      |

| Lionel Roberts Park, Charlotte Amalie Nézőszám: 350 Játékvezető: Mauricio Navarro (kanadai) |

| 2011. július 10. 15:30 (UTC–4) |

| Brit Virgin-szigetek | 1–2               | Amerikai Virgin-szigetek |
| -------------------- | ----------------- | ------------------------ |
| Peters 37'           | (1–1) Jegyzőkönyv | Thomas 1' Klopp 90+3'    |

| Sherly Ground, Road Town Játékvezető: Kevin Morrison (jamaicai) |

- 4–1-es összesítéssel az Amerikai Virgin-szigetek jutott tovább a második fordulóba.

| 2011. július 8. 20:00 (UTC–4) |

| Aruba                                           | 4–2               | Saint Lucia              |
| ----------------------------------------------- | ----------------- | ------------------------ |
| de Gouveia 13' Escalona 46' Gomez 74' Abdul 84' | (1–1) Jegyzőkönyv | Edward 19' Frederick 46' |

| Trinidad Stadion, Oranjestad Játékvezető: Nolan Foster (kajmán-szigeteki) |

| 2011. július 12. 15:00 (UTC–4) |

| Saint Lucia                         | 4–2 (h. u.)                 | Aruba         |
| ----------------------------------- | --------------------------- | ------------- |
| J. Joseph 14' 20' 71' Frederick 73' | (2–1, 4–2, 4–2) Jegyzőkönyv | Gomez 44' 75' |
| Büntetőpárbaj                       |                             |               |
|                                     | 5–4                         |               |

| Játékvezető: Stanley Lancaster (Guyanai) |

Összesítésben 6–6, tizenegyesekkel Saint Lucia jutott tovább a második fordulóba.
| 2011. július 2. 17:00 (UTC–4) |

| Turks- és Caicos-szigetek | 0–4               | Bahama-szigetek                                |
| ------------------------- | ----------------- | ---------------------------------------------- |
|                           | (0–2) Jegyzőkönyv | Jean 32' 60' Hepple 34' (11-esből) Louis 90+2' |

| Nemzeti Stadion, Providenciales Nézőszám: 1021 Játékvezető: Hugo Cruz Alvarado (Costa Rica-i) |

| 2011. július 9. 16:00 (UTC–4) |

| Bahama-szigetek                          | 6–0               | Turks- és Caicos-szigetek |
| ---------------------------------------- | ----------------- | ------------------------- |
| Mitchell 2' St.Fleur 17' 64' 73' 86' 90' | (2–0) Jegyzőkönyv |                           |

| Roscow A. L. Davies Soccer Field, Nassau Játékvezető: Javier Santos (Puerto Ricó-i) |

- 10–0-s összesítéssel a Bahama-szigetek jutott tovább a második fordulóba.